# Ladislav Mňačko
Ladislav Mňačko (29. ledna 1919 Valašské Klobouky – 24. února 1994 Bratislava) byl slovenský spisovatel moravského původu a všestranný publicista. Nejpřekládanější slovenský spisovatel – jeho knihy vyšly v 26 jazycích.

## Život
Narodil se ve Valašských Kloboukách na Moravě, ale dětství a mládí prožil v Martině, kde jeho otec dostal místo poštmistra.
Účastnil se několika posledních měsíců druhé světové války v řadách partyzánů. Jelikož údajně časově nestihl povstání na Slovensku, připojil k partyzánskému hnutí na jihovýchodní Moravě, k ploštinské skupině. Se kterou dne 19. dubna 1945 ustoupil z osady Ploština a usnadnil tak její vypálení trestným komandem. Po válce působil jako člen nalézací komise při RNV ve Valašských Kloboukách k potrestání zrádců a kolaborantů.
Na začátku 50. let patřil jako jeden z oddaných komunistickému režimu k nejprominentnějším novinářům. S postupem času však nejen ztratil nadšení pro komunismus, přiřadil se dokonce k jeho nekompromisním odpůrcům.
V roce 1948 byl dopisovatelem v Palestině. Do zahraničí jako dopisovatel cestoval často, navštívil mj. i Izrael (1948, 1954, 1967, 1968), Albánii (1949), Čínu a Mongolsko (1957), Zakarpatskou Ukrajinu (1956), Maďarsko (1957), SSSR (1960), Francii (1963), Itálii (1964, 1965, 1968), NSR (1964), NDR (1965), Rakousko (1965, 1968), Vietnam (1966).
V roce 1953 obdržel Státní cenu za hru "Mosty na východ". 
V roce 1959 s výrazným úspěchem vydal autobiografický román Smrt si říká Engelchen (zfilmováno v roce 1960 Ivanem Balaďou a v roce 1963 Jánem Kadárem). Známá je též novela Jak chutná moc z roku 1967 – otřesné podobenství, jak hypnotizující moc může mít totalitní režim.
Na počátku 60. let popsal zákulisí politických procesů 50. let v knize Opožděné reportáže, jejíž význam bývá srovnáván dokonce s pracemi Alexandra Solženicyna.
V roce 1961 se v Izraeli jako novinář zúčastnil soudu s Adolfem Eichmannem; proces zpracoval v reportážní knize Já, Adolf Eichmann (1961).
V roce 1966 byl jmenován zasloužilým umělcem – za výrazný podíl na rozvoji slovenské kultury. Na podzim roku 1967 odešel do emigrace v Izraeli na protest proti postoji Československa v izraelsko-arabské válce, odkud se však po několika měsících vrátil, jeho první manželka – židovského původu ale v Izraeli zůstala natrvalo. Druhá emigrace, tentokrát podstatně delší, následovola hned po srpnové intervenci vojsk Varšavské smlouvy v roce 1968, po které se usadil v Rakousku u Eisenstadtu ve vesnici Großhöflein. V prosinci roku 1969 byl vyloučen ze svazu spisovatelů za „zradu socialistických spisovatelů a za politický avanturizmus“. V exilu se pak věnoval intenzivně psaní. Vznikla zde řada scénářů pro televizi, z nichž devět bylo realizováno, a osm prozaických knih, mj. politické eseje Agresoři a Sedmá noc a satirický román s orwellovským nádechem Soudruh Münchhausen, vydaný v exilovém nakladatelství Index.
V roce 1989 se vrátil do Československa. Vystupoval rozhodně proti rozdělení společného státu a po jeho rozpadu v roce 1993 si za své bydliště zvolil Prahu. Zemřel v roce 1994 v Bratislavě. Pohřben je v slovenské obci Lukovištia v okrese Rimavská Sobota.

### Rodinný život
Ladislav Mňačko byl dvakrát ženat. Jeho první žena Hedviga Mňačková byla tvůrkyní obálek a ilustrací některých jeho knih (Izrael, Albánská reportáž). Po rozvodu se v roce 1968 znovu oženil. Druhá manželka, Eva Mňačková, rozená Bottová, odkázala pozůstalost Ladislava Mňačka včetně jeho pracovny Památníku národního písemnictví.

## Dílo

### Romány
- Smrt si říká Engelchen (Smrť sa volá Engelchen), 1959 – román opírající se o autorovy vlastní zkušenosti z partyzánského hnutí za 2. sv. války; popisuje osud valašské osady Ploština.
- Noční rozhovor (Nočný rozhovor), 1966 – próza evokuje autorovy vlastní[zdroj⁠?!] zážitky z konce války v Drážďanech, jak je prožíval jako utečenec z lágru, živíci se prodejem tabáku na černém trhu. Po 20 letech se do tohoto rozbořeného německého města vrací a v jeho troskách mu ožívá děsivá a hrozná realita německého fašizmu. Ve středu jeho vzpomínek je opětovaná láska německé dívky, někdejší fanatické nacistky, která pro lásku k nepřátelskému vojákovi, chápanou jako vlastizradu, byla svými nejbližšími popravena. Autor konfrontuje minulost a přítomnost v rozhovorech s dívkou v recepci hotelu, jež je zmítána vnitřním rozporem o správnosti rozsudku smrti nad válečným zločincem, který byl jejím otcem.
- Jak chutná moc (Ako chutí moc), 1968 – fotograf Frank se na pohřbu svého bývalého přítele, v posledních letech života komunistického funkcionáře a morální trosky, zamýšlí nad tím, co je moc a co je jejím důsledkem. Nebezpečí, že funkce spojená se značnou mocí odlidští člověka, zdeformuje ho, učiní z něho povolný nástroj zla, je nadčasový, stále aktuální. Vycházel nejprve na pokračování v časopise Plamen 1966, vydání knihy bylo zakázáno. Důvodem se stala podobnost hrdiny s postavou prezidenta A. Novotného. Poté, co kniha vyšla ve Vídní a Londýně (1967) vyšla také slovensky a česky v r. 1968.
- satirický román Súdruh Münchhausen (Soudruh Prášil), 1972 – groteskní průvodce poválečnými dějinami KSČ, kde vystupují skutečné historické osoby s jen lehce pozměněnými jmény (Husár – Gustáv Husák, Gotles – Klement Gottwald…)

### Politické reportáže
- Izrael – národ v boji, 1949
- Proces proti velezradným fabrikantom, veľkostatkárom a zapredancom (Žingor a jeho spoločníci pred Štátnym súdom), 1950
- Dobrodružstvo vo Vietname (Dobrodružství ve Vietnamu), 1954
- Vody Oravy, 1955 – popisuje budování socialismu na Slovensku
- Ďaleko je do Whampoa (Daleko je do Whampoa), 1958 – reportáž o Číně
- U2 sa nevracia (U2 se nevrací), 1960 – komentuje sestřelení amerického výzvědného letounu u Sverdlovska 1. května 1960 a proces s pilotem Powersem
- Já, Adolf Eichmann, 1961 – reportáž o jeruzalémském procesu s původcem vražd miliónů Židů
- Kde končia prašné cesty (Kde končí prašné cesty), 1963 – jsou výsledkem novinářského putování po východním Slovensku na začátku 60. let.
- Oneskorené reportáže (Opožděné reportáže), 1963 přinášejí jedenáct krátkých próz, z nichž některé byly otištěny v časopise Kultúrny život a staly se literární senzací. Vyvolaly velkou pozornost odhalením politického teroru komunistické moci v 50. letech, který krutě zasahoval do života mnoha lidí.
- Albánská reportáž, 1950
- Šiesta velmoc, 1951
- Rozprával ten kapitán, 1965 (č. Kapitán mi vyprávěl 1965) – záplavy na jižním Slovensku v r. 1965 – výpověď vedoucího záchranných prací
- Jizvy zůstaly, 1966

### Eseje
- Čo nebolo v novinách (Co nebylo v novinách), 1958
- Agresori (Agresoři), 1968
- Siedma noc (Sedmá noc), německy 1968 – v tomto eseji navodil atmosféru posledního srpnového týdne roku 1968

### Povídky a novely
- Marxová ulica (Marxova ulice), 1957 – soubor povídek ze života prostých lidí, kde se vrací do svých chlapeckých let, do dob předmnichovské republiky v Martině. Na osudech blízkých lidí, kamarádů nebo prostých dělníků vylíčil tehdejší život.
- Dlhá biela prerušovaná čiara (Dlouhá bílá přerušovaná čára), 1965 – novela, zamyšlení nad uspěchaností života – reportážní sonda do civilizačního procesu, jeho působení na psychiku lidí.
- Jizvy zůstaly, 1966 – povídky vybrané z knih Kde končí prašné cesty a Opožděné reportáže
- Kam nevodí Inturist, německy 1979 – parodická próza, cestovní kancelář SSSR, co se dělo mimo zraky turistů – paradoxy
- Gigant, 1981 (česky 1994) – parodická próza, „superthriller“ parodující bestsellerovou literaturu
- Slávnostný prejav – parodická próza, satira na západní životní styl

### Básnické sbírky
- Piesne ignotov, 1950
- Bubny a činely, 1954

### Divadelní hry
- Mosty na východ, 1953 – námětově čerpající ze stavby viaduktu na Trati družby na Slovensku
- Partyzáni, 1945
- Živá voda, 1954
- Aj taký človek

### Exilová tvorba
- Agresoři (Die Aggressoren 1968) – kniha byla vydána v roce 1968 ve Vídni, Tel Avivu, poté francouzsky v Paříži (1969) a italsky v Miláně (1970). Ústředním námětem je myšlenka, že jsou to vždy velmoci, které obviňují malé státy z agrese, aby tím lépe maskovaly svůj vlastní imperialismus.
- Sedmá noc

## Posmrtné ocenění
Řadu Tomáše Garrigua Masaryka I. třídy byl Ladislavu Mňačkovi udělen in memoriam 28. října 2022, za vynikající zásluhy o rozvoj demokracie, humanity a lidských práv.